# Far West australien

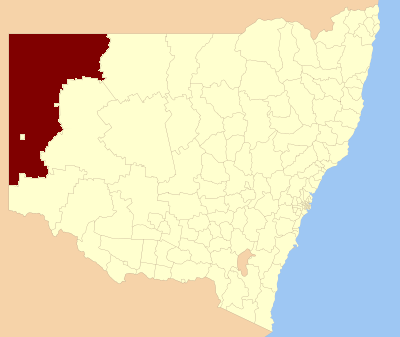
La région du Far West de la Nouvelle-Galles du Sud.

Le Far West australien est la plaine située à l'ouest de l’État de Nouvelle-Galles du Sud, en Australie. La zone ainsi nommée est limitée au nord par le Queensland, à l'ouest par l'Australie-Méridionale, au sud par le Murray et à l'est par le versant ouest de la Cordillère australienne, c'est-à-dire du sud au nord par les régions de la Riverina, du Centre-Ouest et des « North West Slopes », selon le découpage créé dans l'État par le « Western Lands Act 1901 » ,.

## Géographie
Le Far West australien est trop peu arrosé pour permettre la culture de céréales ou l'élevage intensif. Les précipitations sont réduites et les seuls cours d'eau importants sont la Darling et le Murray sur sa limite sud. Le bureau de Météorologie australien a divisé la région en deux : le « Haut Western » et le « Bas Western ».  
95 % de la région est inculte. Les seules ressources sont l'industrie minière et l'élevage extensif. Pendant les années 1870 à 1880, qui furent des années humides, de grands élevages de moutons s'installèrent là, leurs propriétaires étant convaincus que la mise en valeur de la région allait modifier les conditions climatiques, mais les années de sècheresse des années 1890 mirent fin à ce rêve et la plupart des fermes furent abandonnées.

## Agglomérations et transports
La seule ville (« city ») de la région est Broken Hill ; les autres agglomérations importantes sont Bourke, Brewarrina, Cobar, Ivanhoe et Wentworth.
La région est traversée par quelques grands axes routiers et la voie de chemin de fer Sydney-Perth.